# Serra de Santa Magdalena
Serra de Santa Magdalena är en bergskedja i Spanien.   Den ligger i provinsen Província de Girona och regionen Katalonien, i den östra delen av landet, 500 km öster om huvudstaden Madrid.